# Ortel Królewski Drugi
Ortel Królewski Drugi (prononciation : [ˈɔrtɛl kruˈlɛfskʲi ˈdruɡʲi]) est un village polonais de la gmina de Piszczac dans le powiat de Biała Podlaska de la voïvodie de Lublin dans l'est de la Pologne.
Il se situe à environ 10 kilomètres à l'ouest de Piszczac (siège de la gmina), 13 kilomètres au sud-est de Biała Podlaska (siège du powiat) et 91 kilomètres au nord-est de Lublin (capitale de la voïvodie).
Le village comptait approximativement une population de 280 habitants en 2006.

## Histoire
De 1975 à 1998, le village est attaché administrativement à la voïvodie de Biała Podlaska.

Depuis 1999, il fait partie de la voïvodie de Lublin.